# 松原一彦

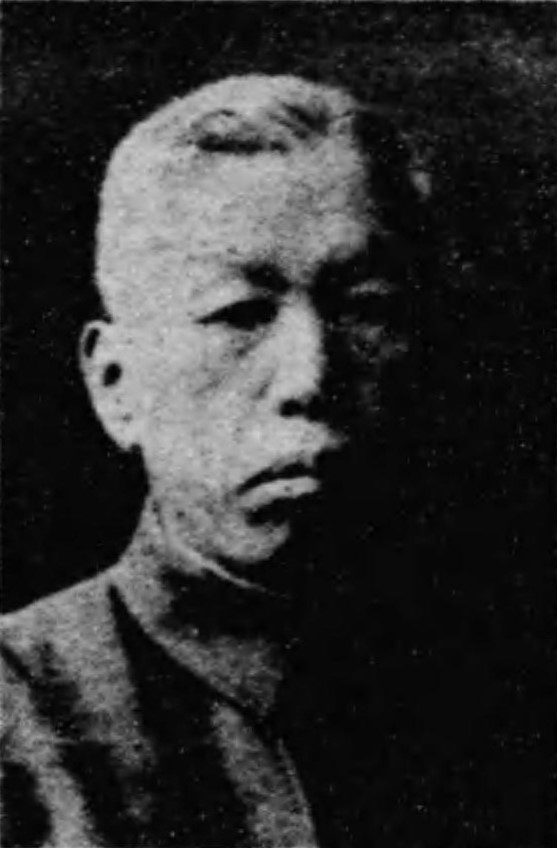
松原一彦

松原 一彦（まつばら かずひこ、1881年（明治14年）4月3日 – 1966年（昭和41年）2月18日）は、明治末から昭和期の教育者、政治家。衆議院議員（2期）、参議院議員（1期）。

## 経歴
大分県速見郡、のちの北由布村（由布院村、由布院町、大分郡由布院町、湯布院町を経て現由布市）で、北由布村長を務めた松原達の長男として生まれ、親類で漢学塾を営む松原孫作の養子となる。1902年（明治35年）大分県師範学校を卒業した。
玖珠郡戸畑小学校勤務、同郡野上尋常高等小学校長を務め、1907年（明治40年）旅順尋常高等小学校訓導、同第二尋常高等小学校長を歴任。南満州教育会の創立に参画し常任理事に就任。1915年（大正4年）広島高等師範学校教育学科研修生となる。その後、東京府荏原郡視学、同社会教育主事を歴任し、青年団の指導を担った。1926年（大正15年）日本青年館主事に転じ、さらに帝国教育会評議員、大日本連合青年団主事、同本部長、大分県勤労訓練所長、選挙粛清中央連盟幹事、大政翼賛会参与などを務めた。
1946年（昭和21年）4月、第22回衆議院議員総選挙に大分県選挙区から出馬して当選し、次の第23回総選挙（大分県第2区）で再選され、衆議院議員を連続2期務めた。1949年（昭和24年）1月の第24回総選挙では落選。1950年（昭和25年）6月、第2回参議院議員通常選挙に全国区から出馬して当選し、参議院議員を1期務めた。この間、国民協同党代議士会長、衆議院決算委員長、参議院懲罰委員長、第3次鳩山一郎内閣法務政務次官、自由民主党総務、日本退職公務員連盟顧問などを務めた。その後、第4回通常選挙（全国区）に出馬したが落選した。
1956年（昭和31年）から売春対策審議委員に4期在任し、晩年は全国老人クラブ連合会理事を務めた。
1965年（昭和40年）春の叙勲で勲二等瑞宝章受章。
1966年（昭和41年）2月18日死去、84歳。死没日をもって従四位に叙される。